# Acura CSX
O CSX é um automóvel compacto da Acura baseado no Honda Civic, comercializado apenas no Canadá.